# Baron Allerton
Baron Allerton, of Chapel-Allerton in the West Riding of the County of York, war ein erblicher britischer Adelstitel in der Peerage of the United Kingdom.

## Verleihung und Erlöschen
Der Titel wurde am 17. Juli 1902 für den konservativen Unterhausabgeordneten und Chief Secretary for Ireland William Jackson geschaffen.
Der Titel erlosch am 1. Juli 1991 beim Tod seines Enkels George Jackson, 3. Baron Allerton, dessen einziger Sohn Hon. Edward Jackson bereits 1982 gestorben war.

## Liste der Barone Allerton (1902)
- William Jackson, 1. Baron Allerton (1840–1917)
- George Jackson, 2. Baron Allerton (1867–1925)
- George Jackson, 3. Baron Allerton (1903–1991)